# امانوئل ناسیمنتو
امانوئل ناسیمنتو (به پرتغالی: Emanuel Nascimento) (زادهٔ ۱۳ اوت ۱۹۷۰) شناگر سابق رشته شنای آزاد اهل برزیل است.